# Jerrod Laventure
Pour les articles homonymes, voir Laventure.
Jerrod Laventure est un footballeur américano-haïtien, né le 15 janvier 1983 à Middle Island dans l'État de New York.
Il a évolué entre 2006 et 2008 avec le club américain des Red Bull New York.

## Clubs
- 2006-Mars 2008:  Red Bull New York